# مهاجم (فیلم ۲۰۱۰)
مهاجم (انگلیسی: Striker) فیلمی هندی در سبک اکشن است که در سال ۲۰۱۰ منتشر شد.